# Angical
Angical is een gemeente in de Braziliaanse deelstaat Bahia. De gemeente telt 15.191 inwoners (schatting 2009).